# Věra Palkovská
Věra Palkovská (* 2. června 1963 Třinec) je česká politička a pedagožka, v letech 2000 až 2004 zastupitelka Moravskoslezského kraje, od roku 2006 starostka / primátorka města Třinec.

## Život
Vystudovala Přírodovědeckou fakultu Univerzity Palackého v Olomouci. Promovala v roce 1984, o rok později získala titul RNDr. Sedm let učila na Gymnáziu Třinec matematiku a chemii.
Věra Palkovská žije ve městě Třinec v okrese Frýdek-Místek, konkrétně v části Staré Město.

## Politická kariéra
V komunálních volbách v roce 1994 byla zvolena jako členka ODS zastupitelkou města Třinec. Mandát zastupitelky obce pak obhájila ve volbách v roce 1998 jako nezávislá a ve volbách v roce 2002 jako nestraník za Sdružení nezávislých (SNK). V letech 1994 až 1998 byla zároveň radní města, mezi lety 1998 až 2006 pak místostarostkou města (nejprve zodpovědná za školství, sociální a zdravotní oblast a životní prostředí; od roku 2000 zodpovědná za průmyslovou zónu Třinec-Baliny a od roku 2002 zodpovědná za investice).
V komunálních volbách v roce 2006 byla opět zvolena zastupitelkou, když jako nezávislá vedla kandidátku subjektu s názvem „Osobnosti pro Třinec, sdružení nezávislých kandidátů“. Dne 1. listopadu 2006 se stala novou starostkou města Třinec. Mandát zastupitelky i funkci starostky pak obhájila jak ve volbách v roce 2010, tak v roce 2014. V obou případech byla jako nezávislá lídryně kandidátky. Na přelomu srpna a září 2018 se stal Třinec statutárním městem a Palkovská primátorkou města.
Také v komunálních volbách v roce 2018 byla z pozice nezávislé lídryní kandidátky subjektu „Osobnosti pro Třinec“ (tj. nezávislí kandidáti a hnutí STAN), mandát zastupitelky města obhájila. Vítězné uskupení „Osobnosti pro Třinec“ vytvořilo koalici se třetí KDU-ČSL a Palkovská byla dne 1. listopadu 2018 opět zvolena primátorkou.
V krajských volbách v roce 2000 byla zvolena jako nestraník za Sdružení nezávislých kandidátů (SNK) zastupitelkou Moravskoslezského kraje. Ve volbách v roce 2004 se jí však z pozice členky SNK Sdružení nezávislých (SNK) a lídryně kandidátky mandát krajské zastupitelky obhájit nepodařilo. O návrat se pokusila ve volbách v roce 2012 jako nestraník za TOP 09 na kandidátce subjektu „TOP 09 a Starostové pro Moravskoslezský kraj“, ale neuspěla.
V komunálních volbách v roce 2022 obhájila jako nezávislá z pozice lídryně kandidátky subjektu „Osobnosti pro Třinec“ (tj. nezávislí kandidáti a hnutí STAN) mandát zastupitelky města. Na začátku listopadu 2022 byla již po páté zvolena primátorkou města, když její vítězné uskupení „Osobnosti pro Třinec“ (tj. nezávislí kandidáti a hnutí STAN) uzavřelo koalici s KDU-ČSL a uskupením „SPOLEČNĚ PRO TŘINEC“ (tj. ODS a TOP 09).